# 羅斯維爾鎮區 (明尼蘇達州坎迪約希縣)
羅斯維爾鎮區（英語：Roseville Township）是位於美國明尼蘇達州坎迪約希縣的一個行政鎮區。

## 歷史
羅斯維爾鎮區於1866年設立，得名自當地茂密的野花。

## 地方資料
羅斯維爾鎮區的面積為91.71平方千米，當中陸地面積為90.56平方千米，而水域面積為1.14平方千米。根據2020年美國人口普查的數據，當地共有人口637人，而人口密度為每平方千米6.95人。